# The Milk-Eyed Mender
The Milk-Eyed Mender  é o primeiro álbum da cantora de psych folk, compositora e harpista americana Joanna Newsom. Newsom escreveu todas as canções do álbum exceto "Three Little Babes", uma canção tradicional dos índios apalaches americanos.
Noah Georgeson, sua colega da banda The Pleased de São Francisco, produziu e gravou o álbum, e contribuiu em duas faixas, tocando guitarra e fazendo vocal de apoio. A arte da capa é de Emily Prince e as fotografias são de Alissa Anderson. No encarte, Newsom agradesce aos ex-parceiros de turnê Will Oldham, Devendra Banhart e Vetiver, e muitos outros.

## Lista de músicas
1. "Bridges and Balloons" – 3:42
2. "Sprout and the Bean" – 4:32
3. "The Book of Right-On" – 4:29
4. "Sadie" – 6:02
5. "Inflammatory Writ" – 2:50
6. "This Side of the Blue" – 5:21
7. ""En Gallop"" – 5:07
8. "Cassiopeia" – 3:20
9. "Peach, Plum, Pear" – 3:34
10. "Swansea" – 5:05
11. "Three Little Babes" – 3:42
12. "Clam, Crab, Cockle, Cowrie" – 4:21

## Créditos
- Alisa Anderson: Fotografia.
- Noah Georgeson: Produção musical, Engenharia de som.
- Joanna Newsom: Harpa, Harpsichord, Wurlitzer.
- Emily Prince: Design, Arte (capa).

## Prêmios
- 1º – Dusted End of the Year: 2004[2]
- 5º – The AV Club Best Albums of 2004[3]
- 6º – Tiny Mix Tapes Favorite Albums of 2004[4]
- 7º – Coke Machine Glow Top 50 Albums of 2004[5]
- 10º – Pitchfork Media Top 50 Albums of 2004[6]
- 17º - Stylus Magazine Top 40 Albums of 2004[7]
- 20º – Village Voice 2004 Pazz & Jop Critics Poll[8]
- 47º - Pitchfork Media Top 200 Albums of the 2000s[9]
- 50º – Rate Your Music Top 100 Albums of 2004[10]
- 54º – Pitchfork Media Top 100 Albums of 2000-04[11]
- 76º - Tiny Mix Tapes Favorite 100 Albums of 2000-2009[12]
- 83º - Slant Magazine Best of the Aughts[13]